# Arteria phrenica superior
Die Arteria phrenica superior (lat. für ‚obere Zwerchfellarterie‘) ist eine Schlagader der Brusthöhle des Menschen. Sie entspringt paarig aus dem Brustteil der Aorta und ist das wichtigste Versorgungsgefäß des Zwerchfells. Ergänzt wird sie durch die die Arteria phrenica inferior, die Arteria pericardiacophrenica und die Arteria musculophrenica.